# Penthea saga
Penthea saga är en skalbaggsart som beskrevs av Francis Polkinghorne Pascoe 1865. Penthea saga ingår i släktet Penthea och familjen långhorningar. Inga underarter finns listade i Catalogue of Life.